# Éditions Mnémos
 (avril 2014).
Si vous disposez d'ouvrages ou d'articles de référence ou si vous connaissez des sites web de qualité traitant du thème abordé ici, merci de compléter l'article en donnant les références utiles à sa vérifiabilité et en les liant à la section « Notes et références ».

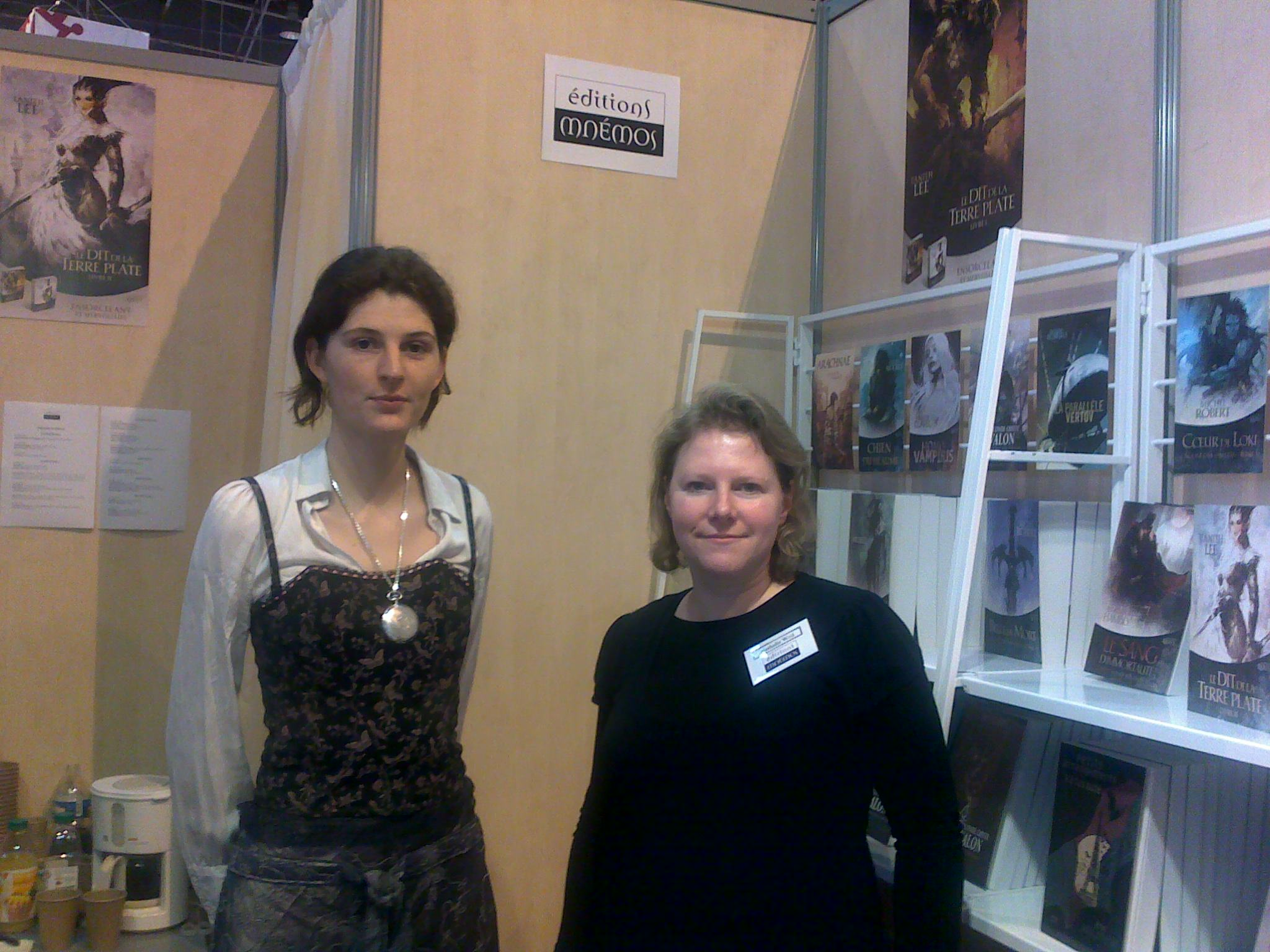
Le stand des éditions Mnémos au salon du livre 2010.

Éditions Mnémos est une maison d'édition française fondée le 1er février 1996 par Stéphane Marsan et Frédéric Weil, venant tous deux de l'univers du jeu de rôle. À l'origine, elle avait été créée afin de publier des romans inspirés d'univers de jeux de rôle,.

## Buts et historique
La politique initiale était de promouvoir une nouvelle génération d'écrivains francophones de fantasy. « La défense des auteurs francophones a été le premier pari des fondateurs de Mnémos », rappelait Célia Chazel en 2007. Parmi les auteurs publiés se trouvent Pierre Grimbert, Johan Heliot, Fabrice Colin, Mathieu Gaborit, Laurent Kloetzer… 
En 2000, Stéphane Marsan quitte les éditions Mnémos pour fonder les éditions Bragelonne, toujours dans le registre des littératures de l'imaginaire. La direction éditoriale des éditions Mnémos sera dès lors assurée par Célia Chazel et Audrey Petit. Audrey Petit quitte les éditions Mnémos en 2007, remplacée en 2009 par Claire Couturier au poste de responsable de communication. En août 2009, à la suite du départ de Célia Chazel, une nouvelle équipe composée d’un collectif d’éditeurs se reforme, avec Charlotte Volper (ActuSF), Hélène Ramdani (directrice des éditions du Navire en pleine ville pendant cinq ans) et Sébastien Guillot (Interstices, Calmann-Lévy).
Depuis sa fondation, la politique de la maison a évolué, avec une augmentation du nombre de traductions (David Gemmell, George R. R. Martin, Robin Hobb, Tanith Lee, Barbara Hambly). Toutefois, Mnémos, dont environ les deux tiers de la production sont consacrés à des auteurs francophones, garde sa vocation de découvreur avec notamment la création en 2009 de la collection Dédales dont l’objectif est de défricher et révéler de nouveaux talents, de nouveaux styles, de s’affranchir d’une littérature de l’imaginaire conventionnelle. Des auteurs tels que Justine Niogret, Laurent Kloetzer, Éric Holstein ou Frédéric Delmeulle y ont été publiés.
Pour les images de couvertures, Mnénos collabore régulièrement avec des illustrateurs reconnus tels que Caza, Manchu, Julien Delval, Gil Formosa, Didier Graffet ou Guillaume Sorel.
Début 2010, le siège social parisien a été transféré vers Lyon.
Depuis fin 2012, cet éditeur appartient au collectif des Indés de l'Imaginaire, avec les maisons Les Moutons électriques et ActuSF.
Le 1er novembre 2019, Mnémos change de distributeur en quittant Harmonia Mundi et en rejoignant Media Participation afin de développer leur activité. Puis au 1er janvier 2023 ils changent à nouveau de partenaire, rejoignant La Diff pour la diffusion de leurs livres en librairie et Hachette pour la distribution.

## Auteurs publiés
- Raphaël Albert
- Brian Aldiss
- Alfred Angelo Attanasio
- Wayne Barrow
- James Blish
- Robert Bloch
- Charlotte Bousquet
- John Brunner
- Fabien Cerutti
- Fabien Clavel
- Fabrice Colin
- Thomas Disch
- Philip José Farmer
- Mélanie Fazi
- Mathieu Gaborit
- Pierre Gaulon
- Raphaël Granier de Cassagnac
- Pierre Grimbert
- Joe Haldeman
- Robert Heinlein
- Johan Heliot
- Frank Herbert
- Laurent Kloetzer
- Ursula K. Le Guin
- Fritz Leiber
- Howard Phillips Lovecraft
- Brian Lumley
- Maïa Mazaurette
- Larry Niven
- Justine Niogret
- Clark Ashton Smith
- Ketty Steward
- Bruce Sterling
- Theodore Sturgeon
- Adrien Tomas
- Jack Vance
- Auriane Velten
- A. E. van Vogt
- Gene Wolfe